# 善性院
善性院（ぜんしょういん）は、香川県三豊市詫間町にある寺院。寺号は竜光寺。宗派は高野山真言宗、本尊は薬師如来で、新四国曼荼羅霊場第18番札所。
御詠歌：うるわしや　めぐり来たりて　梅の里　薬師如来の　慈悲にすがりて

## 概要・歴史
奈良時代、行基によって開基。薬師三尊を本尊に祀り、七寶山脈の高尾山麓にあり琢磨の里に政治経済の中心地として栄えた。戦国時代、領主詫間氏の菩提寺であったが、長曾我部の兵火によって焼失。（長曾我部と香川連合軍と託間氏が戦ったとの記録はあるが寺を焼いたとの記録は見受けられない。書かれた人は要出典望む）江戸期に再建され、「走り大黒」の信仰で栄えた。
今は月1回地域の老人の信仰相談をしていて、写経会を毎月1回している。

## 境内
- 山門
- 本堂：薬師三尊
- 地蔵堂：地蔵菩薩坐像と十王像
- 大黒天堂
- 護摩堂：不動明王立像、普賢延命菩薩、大威徳明王

## 交通案内
鉄道
- 四国旅客鉄道（JR四国）予讃線 詫間駅からタクシーで約10分。

## 前後の札所
新四国曼荼羅霊場
17番 仏母院-- 18番 性善寺 -- 19番 宝積院